# Dsjatlawa

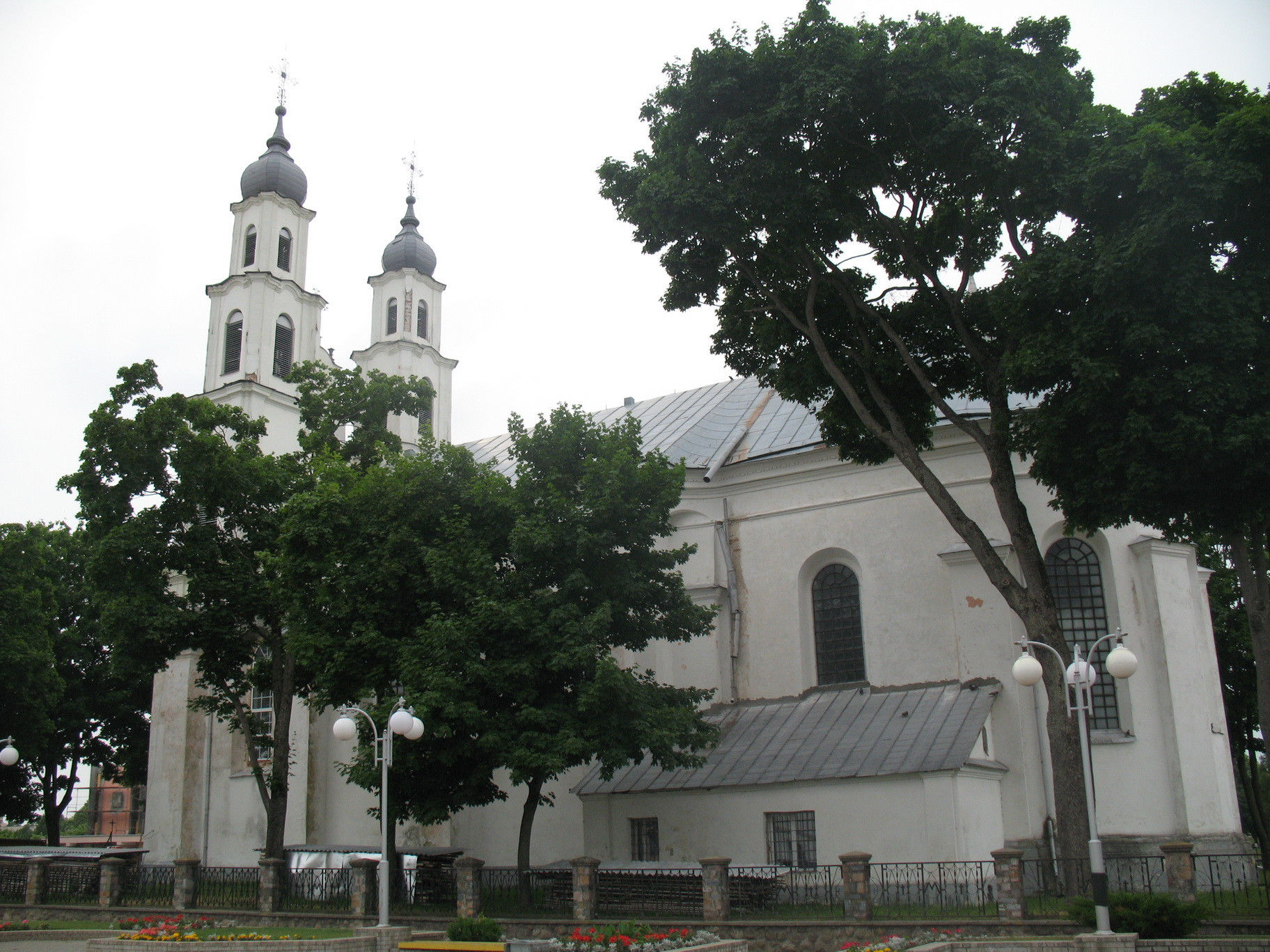
Katholische Mariä-Himmelfahrtskirche, gegründet von Lew Sapieha

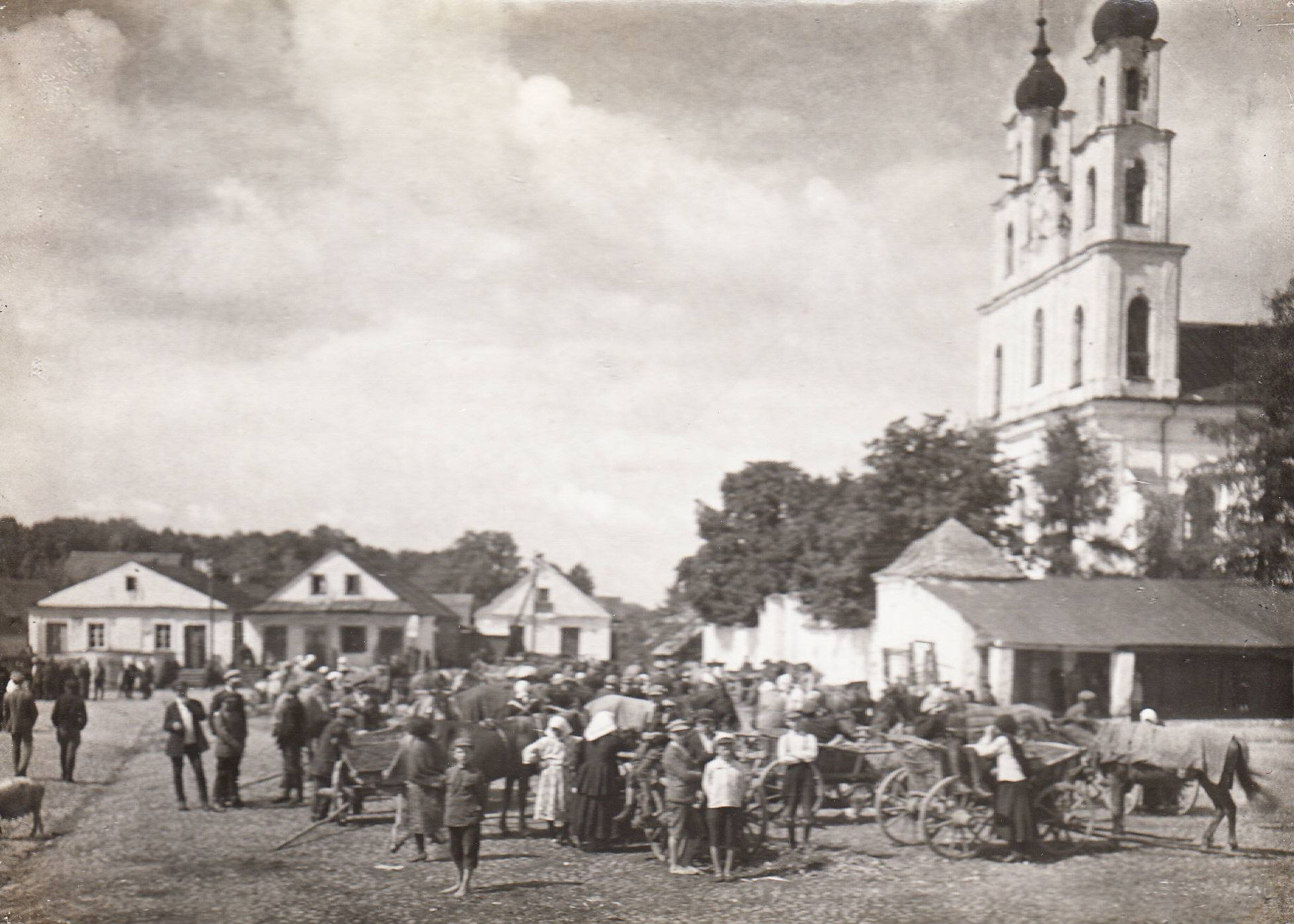
Marktplatz in Zdzięciół, 1938, vor dem sowjetischen Einmarsch in Polen

Dsjatlawa bzw. Djatlowo (belarussisch Дзятлава Dsjatlawa; russisch Дятлово/Djatlowo; jiddisch זשעטל Zhet(e)l; litauisch Zietela; polnisch Zdzięciół) ist eine Siedlung städtischen Typs in der Hrodsenskaja Woblasz im Westen von Belarus. Der 7853 Einwohner zählende Ort (2009) ist das Zentrum des gleichnamigen Rajons, eine litauische Sprachinsel und römisch-katholische Enklave im Dreiländereck Polen/Litauen/Belarus.

## Geschichte
Erstmals wurde der Ort in Handschriften aus dem Jahr 1498 erwähnt, als ihn der polnische König Johann I. als Lehen dem ruthenischen Fürsten Konstantin Iwanowitsch Ostroschski überwies, der dort später ein hölzernes Schloss erbaute. Im 17. Jahrhundert gehörte der Ort zum Besitz von Lew Sapieha, der auf dem Hauptplatz den Bau einer katholischen Kirche anordnete. Die Kirche wurde 1646 geweiht, nach einem Brand 1743 erneuert und steht bis heute. Während des Großen Nordischen Krieges gegen die Schweden stattete Zar Peter der Große im Januar 1708 dem Ort einen einwöchigen Besuch ab. Im 18. Jahrhundert war die Kleinstadt im Besitz des polnischen Adligen Stanisław Sołtyk, der hier 1751 eine barocke Residenz errichtete. Nach den Teilungen Polens gehörte der Ort bis nach dem Ersten Weltkrieg zu Russland.
In der Zwischenkriegszeit lag das damalige Zdzięciół (heute Dsjatlawa) im östlichen Teil Polens. Es war ein „Schtetl“, das heißt eine Kleinstadt mit einer Bevölkerungsmehrheit von etwa 75 % polnischer Juden. Nach der sowjetischen Besetzung Ostpolens am 17. September 1939 gehörte der Ort zur Woiwodschaft Nowogródek, bis zum Beginn des deutsch-sowjetischen Krieges im Juni 1941.
Im Holocaust errichteten die deutschen Behörden im Februar 1942 ein Ghetto für die Juden aus der Umgebung. Am 30. April und 6. August 1942 wurden durch Deutsche unter Mithilfe von litauischen und weißrussischen Polizisten drei- bis fünftausend Juden erschossen.

## Wappen
Beschreibung: In Blau ein goldener hölzerner Torturm mit offenem Durchgang und mit Palisadenwand zu seinen Seiten auf einem dreibergigen grünem Schildfuß und im Turm ein goldenes Herb (Pfeil)

## Personen
- Mikołaj Faustyn Radziwiłł (1688–1746), sächsisch-polnischer Generalmajor und polnisch-litauischer Staatsmann
- Antoni Tyzenhauz (1733–1785), Schatzmeister des Großherzogtums Litauen, Verwalter der königlichen Güter, Pionier der Industrialisierung und der Agrarreformen
- Jacob ben Wolf Kranz (um 1740–1804), der Dubner Maggid
- Israel Meir Kagan (1839–1933), Chafetz Chajim, Gelehrter und Ethiker
- Baruch Sorotzkin, Jeschiwa-Leiter in den USA